# Olympische Sommerspiele 1964/Leichtathletik – 100 m (Männer)

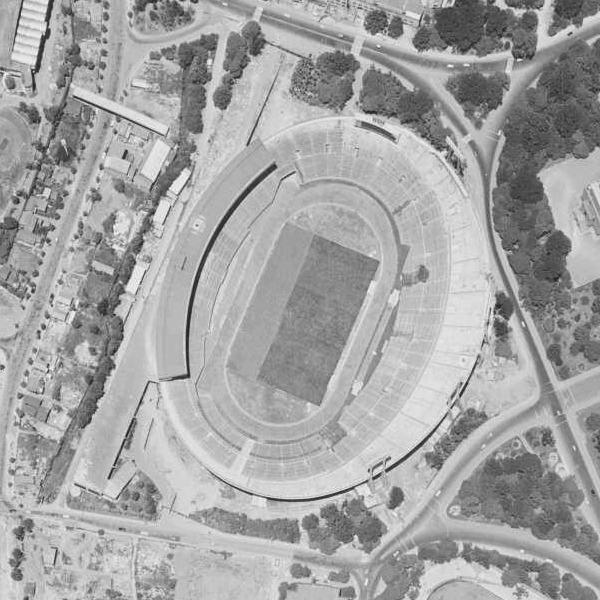
Luftaufnahme des Olympiastadions im Jahr 1963

Der 100-Meter-Lauf der Männer bei den Olympischen Spielen 1964 in Tokio wurde am 14. und 15. Oktober 1964 im Olympiastadion Tokio ausgetragen. 73 Athleten nahmen teil.
Olympiasieger wurde der US-Amerikaner Bob Hayes. Er gewann vor dem Kubaner Enrique Figuerola und dem Kanadier Harry Jerome.
Drei Deutsche und ein Schweizer gingen an den Start, Athleten aus Österreich und Liechtenstein nahmen nicht teil. Der Schweizer Max Barandun und der Deutsche Manfred Knickenberg schieden nach den Vorläufen aus. Fritz Obersiebrasse kam bis ins Halbfinale und schied dort als Achter seines Laufes aus. Heinz Schumann qualifizierte sich für das Finale und belegte dort Rang fünf.

## Rekorde

### Bestehende Rekorde
| Weltrekord         | 10,0 s | Armin Hary ( BR Deutschland) | Zürich, Schweiz               | 21. Juni 1960     |
| Weltrekord         | 10,0 s | Harry Jerome ( Kanada)       | Saskatoon, Kanada             | 15. Juli 1960     |
| Weltrekord         | 10,0 s | Horacio Esteves ( Venezuela) | Caracas, Venezuela            | 15. August 1964   |
| Olympischer Rekord | 10,2 s | Armin Hary ( BR Deutschland) | Viertelfinale OS Rom, Italien | 31. August 1960   |
| Olympischer Rekord | 10,2 s | Armin Hary ( BR Deutschland) | Finale OS Rom, Italien        | 1. September 1960 |
| Olympischer Rekord | 10,2 s | Dave Sime ( USA)             | Finale OS Rom, Italien        | 1. September 1960 |

### Rekordverbesserung
Der US-amerikanische Olympiasieger Bob Hayes verbesserte den bestehenden olympischen Rekord im Finale am 15. Oktober bei einem Rückenwind von 1,03 m/s um zwei Zehntelsekunden auf 10,0 s. Damit egalisierte er gleichzeitig den Weltrekord.

## Durchführung des Wettbewerbs
73 Athleten traten am 14. Oktober zu insgesamt zehn Vorläufen an. Die jeweils besten drei Starter – hellblau unterlegt – qualifizierten sich für das Viertelfinale am selben Tag. Hieraus kamen die jeweils besten vier Läufer – wiederum hellblau unterlegt –  in die nächste Runde, die Vorentscheidungen. Das Halbfinale fand am 15. Oktober statt. Die jeweils vier Laufbesten – hellblau unterlegt – erreichten das Finale am selben Tag.

## Zeitplan
14. Oktober, 10:00 Uhr: Vorläufe

14. Oktober, 14:40 Uhr: Viertelfinale

15. Oktober, 14:00 Uhr: Halbfinale

15. Oktober, 15:30 Uhr: Finale
Alle Zeiten sind in Ortszeit Tokio (UTC + 9) angegeben.

## Vorläufe
Datum: 14. Oktober 1964, ab 10:00 Uhr
Wetterbedingungen: regnerisch, 16–17 °C, Luftfeuchtigkeit ca. 94 %, wechselnde Windrichtungen

### Vorlauf 1
| Platz | Name                       | Nation      | Offizielle Zeit handgestoppt | Inoffizielle Zeit elektronisch |
| ----- | -------------------------- | ----------- | ---------------------------- | ------------------------------ |
| 1     | Hideo Iijima               | Japan       | 10,3 s                       | 10,40 s                        |
| 2     | Bernard Laidebeur          | Frankreich  | 10,5 s                       | 10,51 s                        |
| 3     | Edwin Osolin               | Sowjetunion | 10,5 s                       | 10,52 s                        |
| 4     | Kenneth Lawrence Powell    | Indien      | 10,7 s                       | 10,74 s                        |
| 5     | Zbigniew Syka              | Polen       | 10,7 s                       | 10,79 s                        |
| 6     | Jean-Louis Ravelomanantsoa | Madagaskar  | 10,8 s                       | 10,89 s                        |
| 7     | Sara Camara                | Mali        | 11,3 s                       | k. A.                          |

Wind: +0,60 m/s
Jean-Louis Ravelomanantsoa aus Madagaskar und Sara Camara aus Mali waren die ersten Sportler ihrer Länder, die bei Olympischen Spielen antraten.

### Vorlauf 2
| Platz | Name               | Nation         | Offizielle Zeit handgestoppt | Inoffizielle Zeit elektronisch |
| ----- | ------------------ | -------------- | ---------------------------- | ------------------------------ |
| 1     | Trenton Jackson    | USA            | 10,5 s                       | 10,53 s                        |
| 2     | Peter Radford      | Großbritannien | 10,6 s                       | 10,69 s                        |
| 3     | Bouchaib El-Maachi | Marokko        | 10,6 s                       | 10,70 s                        |
| 4     | Csaba Csutorás     | Ungarn         | 10,7 s                       | 10,72 s                        |
| 5     | Johan Du Preez     | Südrhodesien   | 10,7 s                       | 10,79 s                        |
| 6     | Jeong Gi-seon      | Südkorea       | 11,0 s                       | 11,08 s                        |
| 7     | Arnulfo Valles     | Philippinen    | 11,1 s                       | 11,21 s                        |

Wind: −2,15 m/s

### Vorlauf 3
| Platz | Name             | Nation              | Offizielle Zeit handgestoppt | Inoffizielle Zeit elektronisch |
| ----- | ---------------- | ------------------- | ---------------------------- | ------------------------------ |
| 1     | Gaoussou Koné    | Elfenbeinküste      | 10,5 s                       | 10,50 s                        |
| 2     | Mel Pender       | USA                 | 10,5 s                       | 10,53 s                        |
| 3     | Mike Ahey        | Ghana               | 10,6 s                       | 10,61 s                        |
| 4     | Frans Luitjes    | Niederlande         | 10,6 s                       | 10,69 s                        |
| 5     | Wilton Jackson   | Trinidad und Tobago | 10,6 s                       | 10,70 s                        |
| 6     | Lynn Davies      | Großbritannien      | 10,7 s                       | 10,78 s                        |
| 7     | Gerardo di Tolla | Peru                | 10,9 s                       | 10,99 s                        |
| 8     | Lee Ar-tu        | Taiwan              | 11,2 s                       | k. A.                          |

Wind: −2,85 m/s

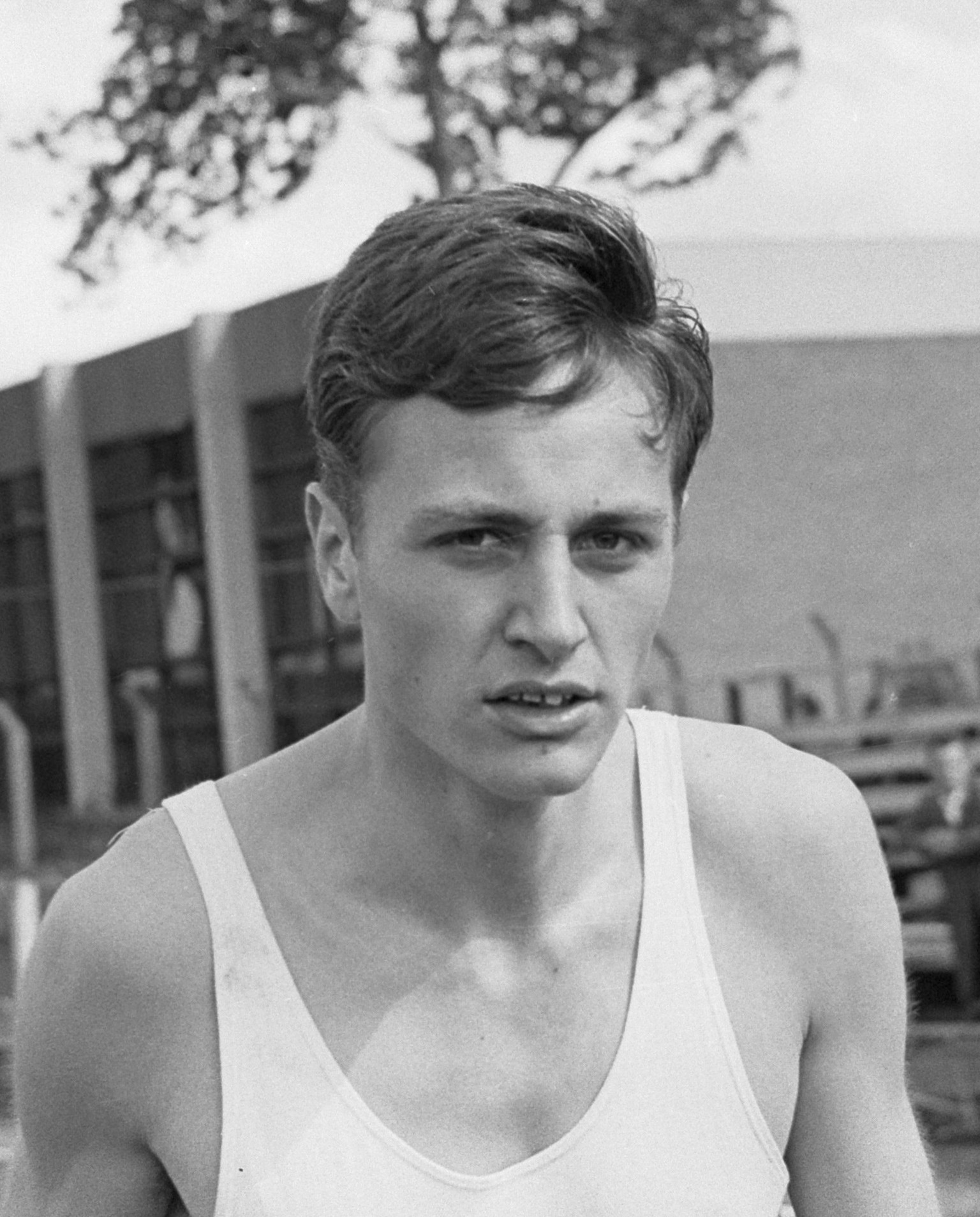
Frans Luitjes – ausgeschieden als Vierter des dritten Vorlaufs

Gaoussou Koné war der erste Leichtathlet, der für die Elfenbeinküste teilnahm.

### Vorlauf 4
| Platz | Name             | Nation      | Offizielle Zeit handgestoppt | Inoffizielle Zeit elektronisch |
| ----- | ---------------- | ----------- | ---------------------------- | ------------------------------ |
| 1     | Marian Dudziak   | Polen       | 10,6 s                       | 10,60 s                        |
| 2     | Stanley Allotey  | Ghana       | 10,6 s                       | 10,62 s                        |
| 3     | John Owiti       | Kenia       | 10,6 s                       | 10,64 s                        |
| 4     | Carlos Lorenzo   | Mexiko      | 10,7 s                       | 10,74 s                        |
| 5     | George Collie    | Bahamas     | 10,9 s                       | 10,90 s                        |
| 6     | Masaru Kamata    | Japan       | 10,9 s                       | 10,94 s                        |
| 7     | Ho Thành Chinh   | Südvietnam  | 11,9 s                       | k. A.                          |
| DNS   | Nikolai Politiko | Sowjetunion |                              |                                |

Wind: −0,81 m/s

### Vorlauf 5
| Platz | Name              | Nation      | Offizielle Zeit handgestoppt | Inoffizielle Zeit elektronisch |
| ----- | ----------------- | ----------- | ---------------------------- | ------------------------------ |
| 1     | Harry Jerome      | Kanada      | 10,5 s                       | 10,51 s                        |
| 2     | Claude Piquemal   | Frankreich  | 10,5 s                       | 10,58 s                        |
| 3     | Lloyd Murad       | Venezuela   | 10,8 s                       | 10,86 s                        |
| 4     | James Odongo      | Uganda      | 10,9 s                       | 10,91 s                        |
| 5     | Gusman Kossanow   | Sowjetunion | 10,9 s                       | 10,94 s                        |
| 6     | Abdoulaye N’Diaye | Senegal     | 11,0 s                       | 11,06 s                        |
| 7     | Levi Psavkin      | Israel      | 11,1 s                       | 11,13 s                        |

Wind: +0,30 m/s

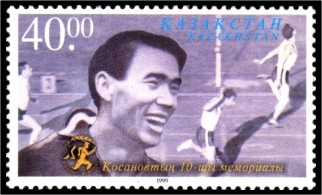
Gusman Kossanow (hier auf einer kasachischen Briefmarke von 1999) – ausgeschieden als Fünfter des sechsten Vorlaufs

Abdoulaye N’Diaye war der erste Sportler aus dem Senegal, der bei Olympischen Spielen antrat.

### Vorlauf 6
| Platz | Name              | Nation         | Offizielle Zeit handgestoppt | Inoffizielle Zeit elektronisch |
| ----- | ----------------- | -------------- | ---------------------------- | ------------------------------ |
| 1     | Heinz Schumann    | Deutschland    | 10,5 s                       | 10,52 s                        |
| 2     | Dennis Johnson    | Jamaika        | 10,6 s                       | 10,61 s                        |
| 3     | William Earle     | Australien     | 10,7 s                       | 10,79 s                        |
| 4     | Seraphino Antao   | Kenia          | 10,7 s                       | 10,79 s                        |
| 5     | Huba Rozsnyai     | Ungarn         | 10,8 s                       | 10,84 s                        |
| 6     | Alf Meakin        | Großbritannien | 10,8 s                       | 10,91 s                        |
| 7     | David Njitock     | Kamerun        | 11,1 s                       | 11,13 s                        |
| DNS   | Akbar Babakhanlou | Iran           |                              |                                |

Wind: +1,60 m/s
David Njitock war der erste Sportler aus Kamerun, der an Olympischen Spielen teilnahm.

Die Datenbanken SportsReference und Olympedia listen auf Platz acht den Iraner Akbar Babakhanlou mit einer Zeit von 11,1 s (elektronisch 11,14 s). Im Offiziellen Bericht ist Babkhanlou als absent vermerkt. Er nahm demnach nicht am Wettkampf teil und wird deshalb in der Tabelle unten entsprechend aufgelistet.

### Vorlauf 7
| Platz | Name                          | Nation    | Offizielle Zeit handgestoppt | Inoffizielle Zeit elektronisch |
| ----- | ----------------------------- | --------- | ---------------------------- | ------------------------------ |
| 1     | Wiesław Maniak                | Polen     | 10,5 s                       | 10,57 s                        |
| 2     | Arquímedes Herrera            | Venezuela | 10,5 s                       | 10,59 s                        |
| 3     | Manikavasagam Jegathesan      | Malaysia  | 10,6 s                       | 10,60 s                        |
| 4     | José de Rocha                 | Portugal  | 11,0 s                       | 11,02 s                        |
| 5     | Bassirou Doumya               | Senegal   | 11,0 s                       | 11,02 s                        |
| 6     | Francisco Gutiérrez Hernández | Kolumbien | 11,0 s                       | 11,03 s                        |
| 7     | Iftikhar Shah                 | Pakistan  | 11,4 s                       | 11,49 s                        |

Wind: −1,78 m/s

### Vorlauf 8
| Platz | Name           | Nation      | Offizielle Zeit handgestoppt | Inoffizielle Zeit elektronisch |
| ----- | -------------- | ----------- | ---------------------------- | ------------------------------ |
| 1     | Bob Hayes      | USA         | 10,4 s                       | 10,41 s                        |
| 2     | Tom Robinson   | Bahamas     | 10,5 s                       | 10,50 s                        |
| 3     | Bob Lay        | Australien  | 10,5 s                       | 10,53 s                        |
| 4     | Ito Giani      | Italien     | 10,6 s                       | 10,69 s                        |
| 5     | Rogelio Onofre | Philippinen | 10,7 s                       | 10,78 s                        |
| 6     | Khudhir Zalata | Irak        | 11,1 s                       | 11,17 s                        |
| DNS   | David Ejoke    | Nigeria     |                              |                                |

Wind: +0,19 m/s

### Vorlauf 9

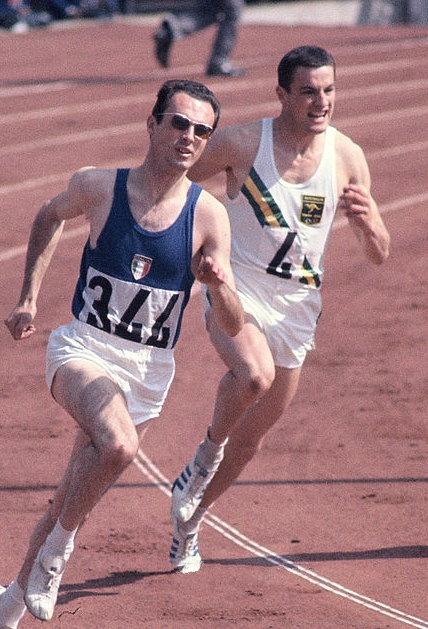
Gary Holdsworth (rechts) – ausgeschieden als Fünfter des neunten Vorlaufs

| Platz | Name                | Nation      | Offizielle Zeit handgestoppt | Inoffizielle Zeit elektronisch |
| ----- | ------------------- | ----------- | ---------------------------- | ------------------------------ |
| 1     | Fritz Obersiebrasse | Deutschland | 10,4 s                       | 10,47 s                        |
| 2     | Iván Moreno         | Chile       | 10,5 s                       | 10,59 s                        |
| 3     | Pablo McNeil        | Jamaika     | 10,5 s                       | 10,60 s                        |
| 4     | László Mihályfi     | Ungarn      | 10,6 s                       | 10,65 s                        |
| 5     | Gary Holdsworth     | Australien  | 10,6 s                       | 10,69 s                        |
| 6     | Max Barandun        | Schweiz     | 10,7 s                       | 10,79 s                        |
| 7     | Jeffery Smith       | Sambia      | 10,8 s                       | 10,86 s                        |
| DNF   | Wesley Johnson      | Liberia     |                              |                                |

Wind: +0,19 m/s
Jeffery Smith war der erste Leichtathlet, der für Sambia bei Olympischen Spielen antrat.

### Vorlauf 10
| Platz | Name                | Nation                  | Offizielle Zeit handgestoppt | Inoffizielle Zeit elektronisch |
| ----- | ------------------- | ----------------------- | ---------------------------- | ------------------------------ |
| 1     | Enrique Figuerola   | Kuba                    | 10,5 s                       | 10,50 s                        |
| 2     | Lynn Headley        | Jamaika                 | 10,5 s                       | 10,57 s                        |
| 3     | Roger Bambuck       | Frankreich              | 10,6 s                       | 10,62 s                        |
| 4     | Manfred Knickenberg | Deutschland             | 10,7 s                       | 10,74 s                        |
| 5     | Léon Yombe          | Republik Kongo          | 10,8 s                       | 10,87 s                        |
| 6     | Alberto Torres      | Dominikanische Republik | 10,7 s                       | 10,93 s                        |
| 7     | Suthi Manyakass     | Thailand                | 10,9 s                       | 10,98 s                        |
| 8     | Rogelio Rivas       | Spanien                 | 11,1 s                       | 11,12 s                        |

Wind: −0,53 m/s
Léon Yombe aus der Republik Kongo und Alberto Torres aus der Dominikanischen Republik waren die ersten Sportler, die für ihre Nationen bei Olympischen Spielen teilnahmen.

## Viertelfinale
Datum: 14. Oktober 1964, ab 14:40 Uhr
Wetterbedingungen: bewölkt, ca. 17 °C, Luftfeuchtigkeit ca. 87 %, Rückenwind

### Lauf 1
| Platz | Name                | Nation         | Offizielle Zeit handgestoppt | Inoffizielle Zeit elektronisch |
| ----- | ------------------- | -------------- | ---------------------------- | ------------------------------ |
| 1     | Harry Jerome        | Kanada         | 10,3 s                       | 10,32 s                        |
| 2     | Trenton Jackson     | USA            | 10,4 s                       | 10,41 s                        |
| 3     | Fritz Obersiebrasse | Deutschland    | 10,4 s                       | 10,44 s                        |
| 4     | Gaoussou Koné       | Elfenbeinküste | 10,4 s                       | 10,45 s                        |
| 5     | Dennis Johnson      | Jamaika        | 10,5 s                       | 10,51 s                        |
| 6     | Marian Dudziak      | Polen          | 10,5 s                       | 10,52 s                        |
| 7     | Bernard Laidebeur   | Frankreich     | 10,5 s                       | 10,59 s                        |
| 8     | William Earle       | Australien     | 10,9 s                       | 10,60 s                        |

Wind: +1,90 m/s

### Lauf 2
| Platz | Name               | Nation      | Offizielle Zeit handgestoppt | Inoffizielle Zeit elektronisch |
| ----- | ------------------ | ----------- | ---------------------------- | ------------------------------ |
| 1     | Enrique Figuerola  | Kuba        | 10,3 s                       | 10,31 s                        |
| 2     | Wiesław Maniak     | Polen       | 10,3 s                       | 10,35 s                        |
| 3     | Bob Lay            | Australien  | 10,4 s                       | 10,42 s                        |
| 4     | Claude Piquemal    | Frankreich  | 10,4 s                       | 10,48 s                        |
| 5     | Edwin Osolin       | Sowjetunion | 10,4 s                       | 10,48 s                        |
| 6     | Bouchaib El-Maachi | Marokko     | 10,5 s                       | 10,57 s                        |
| 7     | John Owiti         | Kenia       | 10,6 s                       | 10,64 s                        |

Wind: +1,72 m/s

### Lauf 3
| Platz | Name                     | Nation    | Offizielle Zeit handgestoppt | Inoffizielle Zeit elektronisch |
| ----- | ------------------------ | --------- | ---------------------------- | ------------------------------ |
| 1     | Tom Robinson             | Bahamas   | 10,3 s                       | 10,38 s                        |
| 2     | Mel Pender               | USA       | 10,4 s                       | 10,44 s                        |
| 3     | Hideo Iijima             | Japan     | 10,5 s                       | 10,50 s                        |
| 4     | Pablo McNeil             | Jamaika   | 10,5 s                       | 10,54 s                        |
| 5     | Manikavasagam Jegathesan | Malaysia  | 10,6 s                       | 10,62 s                        |
| 6     | Iván Moreno              | Chile     | 10,6 s                       | 10,69 s                        |
| 7     | Stanley Allotey          | Ghana     | 10,7 s                       | 10,73 s                        |
| 8     | Lloyd Murad              | Venezuela | 10,7 s                       | 10,77 s                        |

Wind: +0,96 m/s

### Lauf 4
| Platz | Name               | Nation         | Offizielle Zeit handgestoppt | Inoffizielle Zeit elektronisch |
| ----- | ------------------ | -------------- | ---------------------------- | ------------------------------ |
| 1     | Bob Hayes          | USA            | 10,3 s                       | 10,37 s                        |
| 2     | Arquímedes Herrera | Venezuela      | 10,4 s                       | 10,43                          |
| 3     | Lynn Headley       | Jamaika        | 10,4 s                       | 10,50 s                        |
| 4     | Heinz Schumann     | Deutschland    | 10,5 s                       | 10,55 s                        |
| 5     | Peter Radford      | Großbritannien | 10,5 s                       | 10,59 s                        |
| 6     | Roger Bambuck      | Frankreich     | 10,5 s                       | 10,60 s                        |
| 7     | Mike Ahey          | Ghana          | 10,6 s                       | 10,67 s                        |

Wind: +1,72 m/s

## Halbfinale
Datum: 15. Oktober 1964, ab 14:00 Uhr
Wetterbedingungen: heiter, ca. 24 °C, Luftfeuchtigkeit ca. 42 %

### Lauf 1

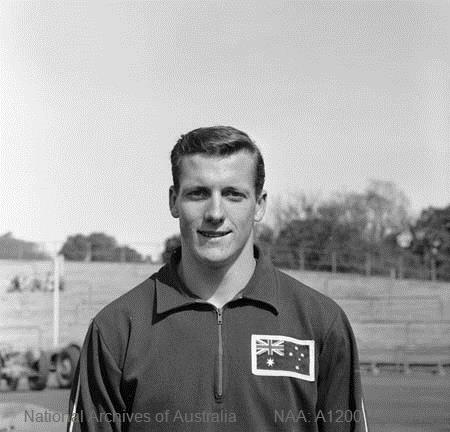
Bob Lay – ausgeschieden als Fünfter des ersten Halbfinals
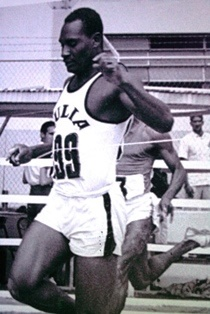
Arquímedes Herrera – ausgeschieden als Siebter des ersten Halbfinals

| Platz | Name               | Nation      | Offizielle Zeit handgestoppt | Inoffizielle Zeit elektronisch |
| ----- | ------------------ | ----------- | ---------------------------- | ------------------------------ |
| 1     | Bob Hayes          | USA         | 09,9 s                       | 09,91 s                        |
| 2     | Wiesław Maniak     | Polen       | 10,1 s                       | 10,15 s                        |
| 3     | Tom Robinson       | Bahamas     | 10,2 s                       | 10,22 s                        |
| 4     | Heinz Schumann     | Deutschland | 10,3 s                       | 10,30 s                        |
| 5     | Bob Lay            | Australien  | 10,3 s                       | 10,35 s                        |
| 6     | Pablo McNeil       | Jamaika     | 10,3 s                       | 10,39 s                        |
| 7     | Arquímedes Herrera | Venezuela   | 10,4 s                       | 10,42 s                        |
| 8     | Trenton Jackson    | USA         | 10,6 s                       | 10,66 s                        |

Wind: +5,28 m/s
Wegen des starken Rückenwindes konnte die Zeit von Bob Hayes nicht als Weltrekord anerkannt werden.

### Lauf 2

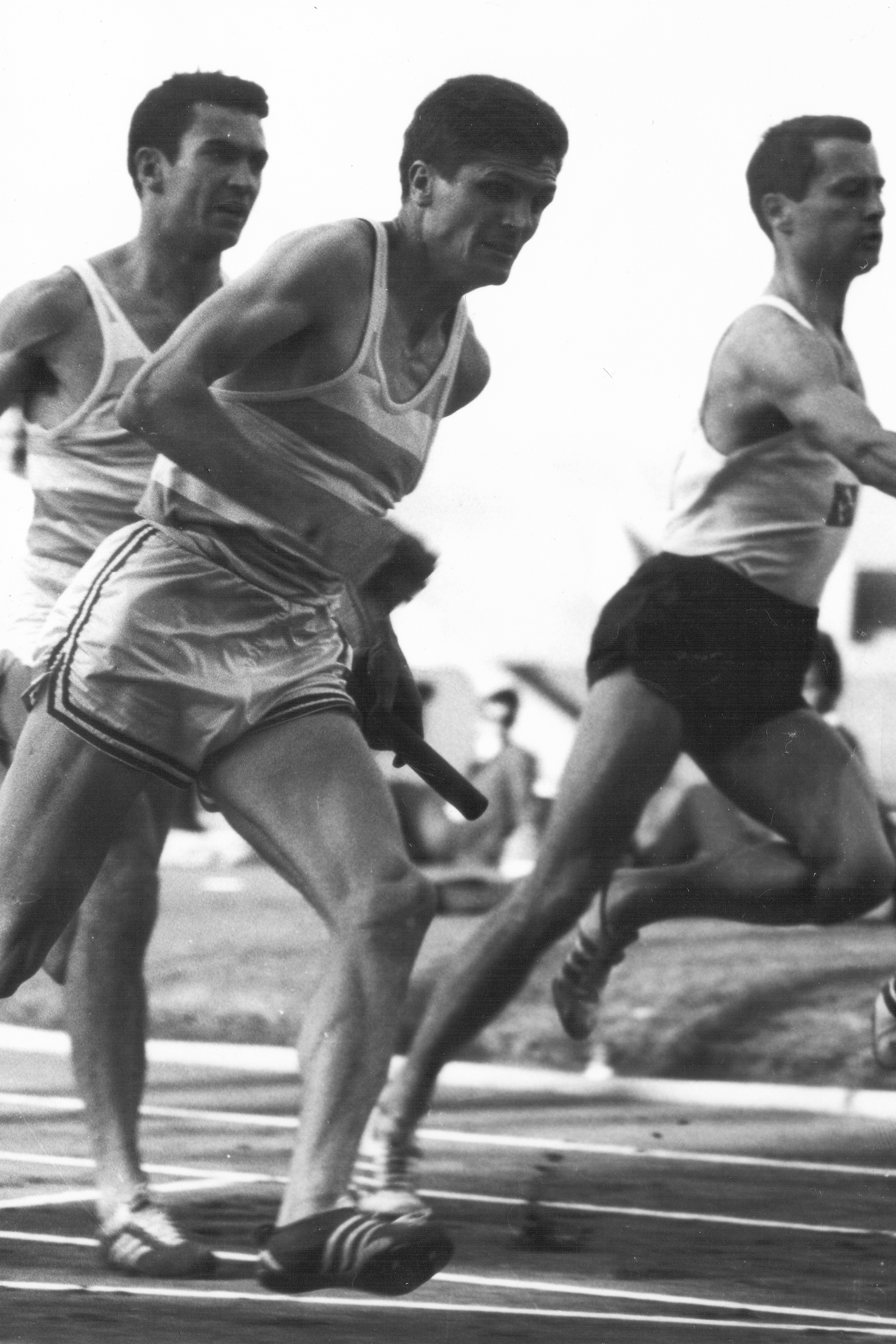
Claude Piquemal (links) – ausgeschieden als Fünfter des zweiten Halbfinals
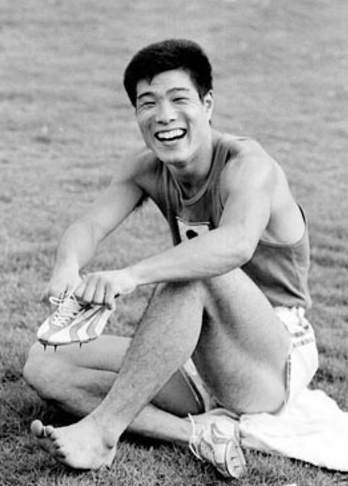
Hideo Iijima – ausgeschieden als Siebter des zweiten Halbfinals

| Platz | Name                | Nation         | Offizielle Zeit handgestoppt | Inoffizielle Zeit elektronisch |
| ----- | ------------------- | -------------- | ---------------------------- | ------------------------------ |
| 1     | Harry Jerome        | Kanada         | 10,3 s                       | 10,37 s                        |
| 2     | Gaoussou Koné       | Elfenbeinküste | 10,4 s                       | 10,48 s                        |
| 3     | Enrique Figuerola   | Kuba           | 10,4 s                       | 10,48 s                        |
| 4     | Mel Pender          | USA            | 10,4 s                       | 10,49 s                        |
| 5     | Claude Piquemal     | Frankreich     | 10,5 s                       | 10,56 s                        |
| 6     | Lynn Headley        | Jamaika        | 10,5 s                       | 10,59 s                        |
| 7     | Hideo Iijima        | Japan          | 10,6 s                       | 10,63 s                        |
| 8     | Fritz Obersiebrasse | Deutschland    | 10,6 s                       | 10,68 s                        |

Wind: −1,29 m/s

## Finale

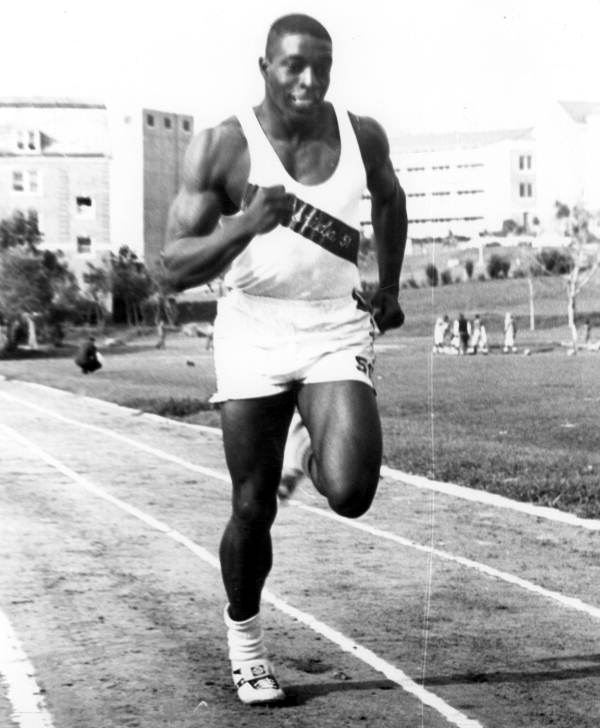
Der überlegene Olympiasieger Bob Hayes

Datum: 15. Oktober 1964, 15:30 Uhr

Wind: +1,03 m/s
| Platz | Name              | Nation         | Offizielle Zeit handgestoppt | Inoffizielle Zeit elektronisch |
| ----- | ----------------- | -------------- | ---------------------------- | ------------------------------ |
| 1     | Bob Hayes         | USA            | 10,0 s WRe/OR                | 10,06 s                        |
| 2     | Enrique Figuerola | Kuba           | 10,2 s                       | 10,25 s                        |
| 3     | Harry Jerome      | Kanada         | 10,2 s                       | 10,27 s                        |
| 4     | Wiesław Maniak    | Polen          | 10,4 s                       | 10,42 s                        |
| 5     | Heinz Schumann    | Deutschland    | 10,4 s                       | 10,46 s                        |
| 6     | Gaoussou Koné     | Elfenbeinküste | 10,4 s                       | 10,47 s                        |
| 6     | Mel Pender        | USA            | 10,4 s                       | 10,47 s                        |
| 8     | Tom Robinson      | Bahamas        | 10,5 s                       | 10,57 s                        |

Der seit 1962 auf der 100-Meter-Distanz ungeschlagene Bob Hayes war der Topfavorit. Seine größten Konkurrenten waren der Kubaner Enrique Figuerola und der kanadische Mitinhaber des Weltrekords, Harry Jerome.
Im Finale wurde Hayes die Bahn eins zugelost. Diese Bahn war durch den Regen des Vortages und insbesondere durch die 20-km-Geher und 10.000-Meter-Läufer vorher in einem desolaten Zustand. Doch Hayes rannte zum Olympiasieg, den er mit fast zwei Zehntelsekunden Vorsprung erreichte. Darüber hinaus stellte er auch noch den bestehenden Weltrekord ein. In diesem Rennen einer Zwei-Klassen-Gesellschaft mit einem Superstar und sieben Statisten, die allerdings allesamt Klassezeiten ablieferten, wurden Figuerola und Jerome ihren Rollen als Medaillenkandidaten gerecht. Der Kubaner gewann Silber hauchdünn vor dem Kanadier, der schon 1960 in Rom als Mitfavorit dabei gewesen war, dort jedoch verletzungsbedingt zum Halbfinale nicht mehr hatte antreten können. Der Pole Wieslaw Maniak und der Deutsche Heinz Schumann belegten als beste Europäer die Plätze vier und fünf.
Enrique Figuerola gewann die erste Medaille für Kuba über 100 Meter.

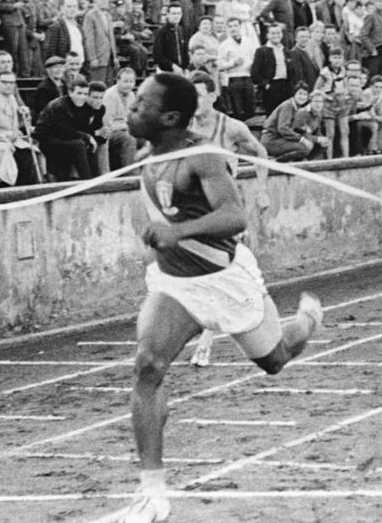
Enrique Figuerola (vorne, bei einem Sportfest in Potsdam 1961) gewann die Silbermedaille
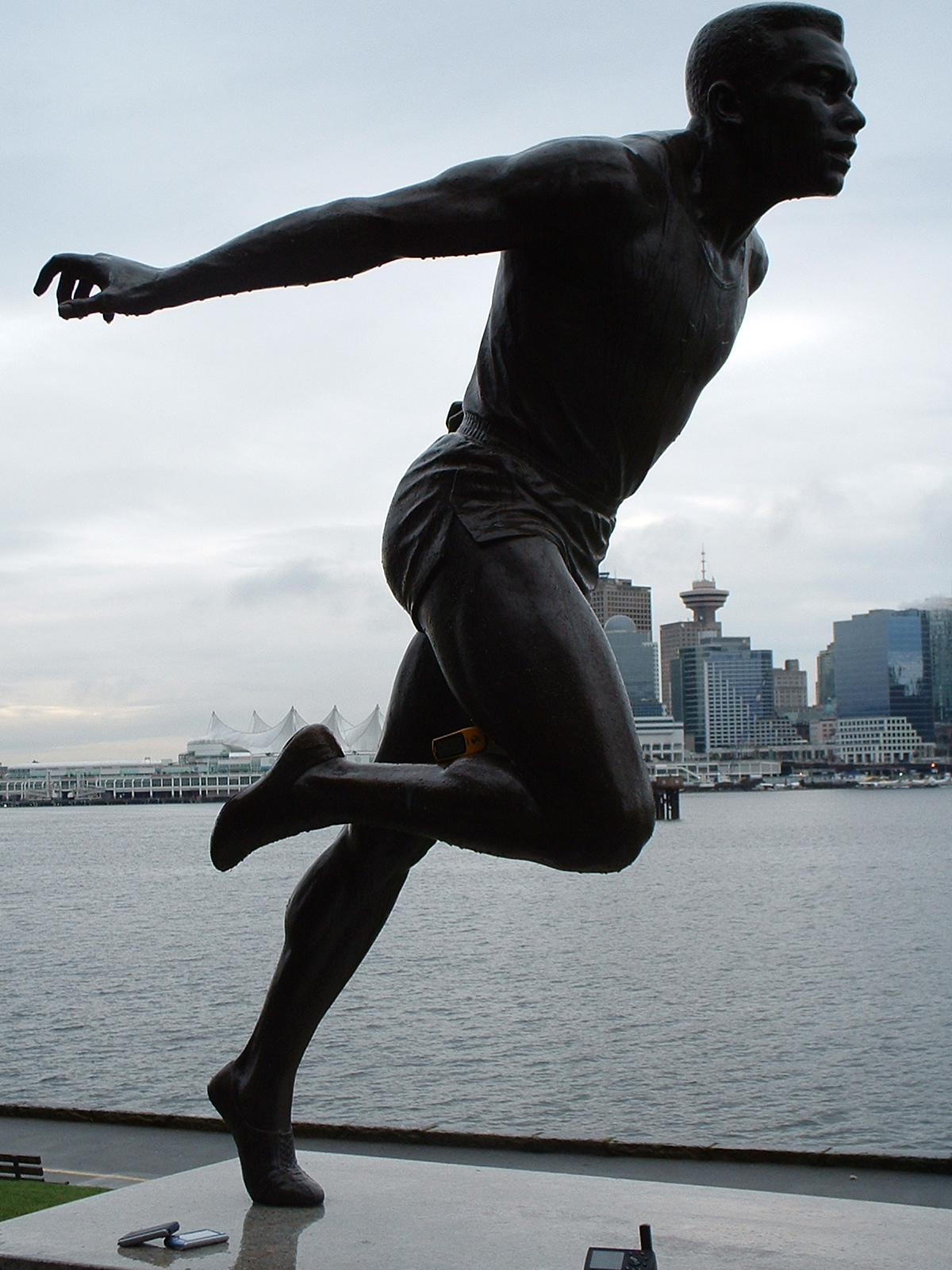
Bronzemedaillengewinner Harry Jerome (als Statue im Stanley Park, Vancouver)
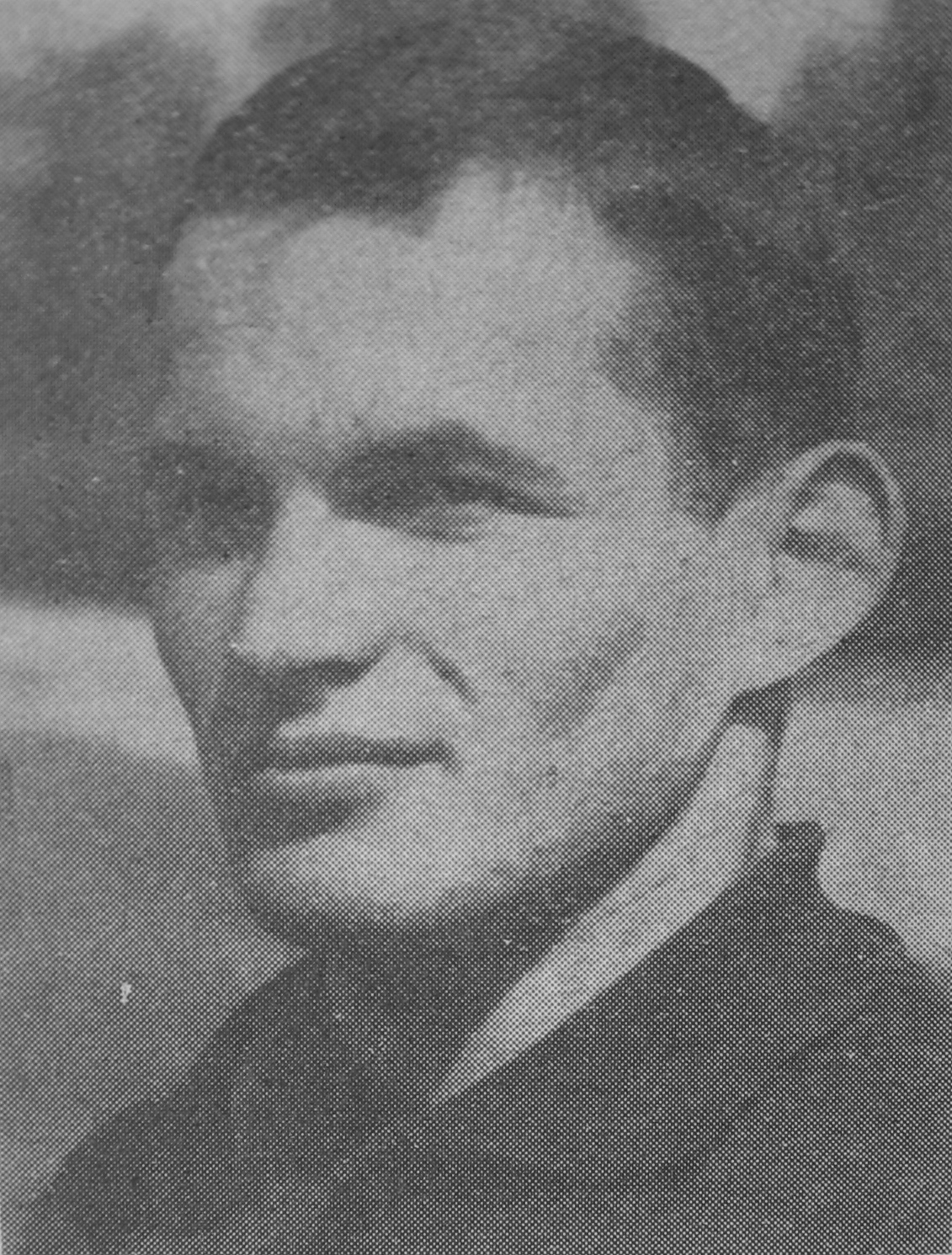
Wiesław Maniak wurde als Vierter bester Europäer

## Videolinks
- Tokyo 1964 | Bob Hayes | 100m | Athletics | Olympic Summer Games, youtube.com, abgerufen am 4. September 2021
- 9.91 Bob Hayes 100m semis Tokyo 1964 olympics wind assisted 1st ever FAT sub10 all conditions, youtube.com, abgerufen am 4. September 2021
- Bob Hayes - Only Man To Win Olympic Gold & Superbowl | Tokyo 1964 Olympics, youtube.com, abgerufen am 4. September 2021
- 100m final from olympic games Tokyo 1964, youtube.com, abgerufen am 25. Oktober 2017